# Acomocera
Acomocera is een geslacht van wantsen uit de familie van de Miridae (Blindwantsen). Het geslacht werd voor het eerst wetenschappelijk beschreven door Eyles in 1975.

## Soorten
Het genus bevat de volgende soorten:

- Acomocera elongata (Distant, 1904)
- Acomocera grandiocula C.S. Lin, 1998
- Acomocera longicornea C.S. Lin, 1998